# 高爾夫接龍
高爾夫接龍（英語：Golf），又名單張底牌（英語：One Foundation）， 是一款撲克牌接龍遊戲，（傳統高爾夫接龍中）每場遊戲共發牌9次（如同擁有9個球洞的高爾夫球場），玩家需要通過在遊戲中贏得最低的分數（如同高爾夫球遊戲規則）來取得勝利。玩家需要將桌上的35張牌與下方的底牌按順序接龍以儘可能多地將這35張牌全部用完。較之其他撲克牌接龍遊戲，該遊戲對技巧的要求高於運氣。
該游戲最早記載於塔巴特（Tabart）所著 ，德拉魯公司出版的1905年版（第二版）的《Game of Patience》（接龍游戲）一書中。

## 規則

### 開局
將一副標準的52張的撲克洗牌，並將其中的35張，分别置於7个欄目，每個欄目5張，所有牌正面朝上，剩下17張牌放到底部，16張正面朝下不可見，剩下一張正面朝上（是爲所謂的底牌（Foundation）），這17張牌通常被稱作「回收牌疊」（waste pile，本意爲「垃圾堆」。）

### 玩法
具體規則如下：
- 所有欄目中只有沒被別的牌覆蓋（每列最頂部或者說最下方）的那張牌可以用於和回收牌疊中當前正面朝上且處於最上方的那張牌（底牌，下同）接龍。
- 從欄目中選出的與底牌接龍的牌可以比底牌數字大一（比如10可以放到9上）或者小一（比如4可以放到5上）。（在經典玩法中）國王牌K不能被任何牌覆蓋（即不能再與任何牌接龍）。[8]
- 牌的點數大小按照A、2、3、4、5、6、7、8、9、10、J、Q、K的順序排列。
- 當回收牌疊中當前的底牌無法與欄目中的牌接龍時，可以抽取牌疊最上方的牌作爲新的底牌。
- 通常情況下不能重新發牌，當回收牌疊中的底牌用盡而欄目中又無牌可以接龍時，則本局遊戲結束。

### 計分
每局結束後，會根據欄目中剩餘牌數統計玩家得分，每剩餘一張牌，則玩家得1分。如果欄目被清空，則根據回收牌疊中剩餘牌數進行扣分（每張牌扣1分），遊戲總共有9「洞」（發9次牌玩9次），通常以45分或者更低（比如36~40分）作爲所謂的標準桿。並以追求0分或者負分的完美成績作爲目標。

### 死局
如果欄目中的牌的排列是無解的（比如所有的Q被K覆蓋），則可以要求重新洗牌。

## 衍生玩法
爲了讓遊戲更簡單一些，該遊戲衍生出了很多不同的玩法，例如：
- K可以被其他牌（比如Q和A）覆蓋。
  - 其中A覆蓋在K上的規則被稱爲「噗噗入洞」（Putt Putt）。
- 兩張Joker可以加入遊戲，並作爲代牌使用以代表任何所需的數值的牌。
- 回收牌疊可以在一開始17張牌都不翻開，這樣玩家就可以從欄目中任選一張沒被別的牌覆蓋的牌作爲底牌使用。

很多衍生玩法基於高爾夫接龍本身，但某些則衍生出全新的遊戲，其中最知名的包括Tri Peaks，Black Hole以及金字塔高爾夫（Pyramid Golf，又名Escalator，電動扶梯）。使用多副撲克牌同樣能創造出巨型的牌局。

## 多人高爾夫
高爾夫接龍的特性使之可以舉辦兩人或者多人的比賽，參賽選手同時進行相同的牌局（所謂的「球洞」）並分別計算每一局（「洞」）的得分，總分較少者獲勝；或者計算雙方各贏得多少局，勝出較多者獲勝。
Spit是一款供兩人遊玩的，規則與高爾夫接龍類似的撲克牌遊戲。